# FS-1500型フリゲート
FS-1500型フリゲート (英: Type FS-1500 frigate) は、ドイツが設計・建造した軽フリゲート/コルベット。主として輸出に供され、コロンビア海軍がアルミランテ・パディーヤ級 (英: Almirante Padilla class) 、マレーシア海軍がカスツーリ級 (英: Kasturi class) として運用中である。

## 概要
本型は、ドイツのブローム・ウント・フォス（B+V）社およびホヴァルツヴェルケ＝ドイツ造船（HDW）社が共同で開発した輸出用の軽フリゲート/コルベットである。B+V社のブランドであるMEKO型フリゲートと同様の中央船楼型船体にモジュール化設計を導入しているが、必ずしもオリジナルのMEKOコンセプトにとらわれず、小型の艦型に最適化した設計を採用した。
小型の対潜フリゲートとして設計されており、2,000トン級の艦型に対してかなり大きく強力なソナーを搭載している。また、西側で標準的な短魚雷発射管に加えて、カスツーリ級は対潜ロケット砲も搭載しており、浅海域での対潜戦に対応している。また本型は、エグゾセ艦対艦ミサイルの搭載により、小型艦ながら強力な対水上打撃能力も有している。その一方で防空力は艦体規模相応であり、対空火力として期待しうるものは、歩兵用の携帯式防空ミサイルを艦載化した簡易的な近接防空ミサイルと主砲のみである。
搭載するC4Iシステムも簡易化されたものであるが、カスツーリ級は、双方向のデータ・リンクであるリンク Yに対応している。これは、同海軍の艦隊で標準的なデータ・リンク規格である。
なお、カスツーリ級は、2009年に大規模な近代化改装を受けた。これによって、エグゾセは新しいMM40 block 2に更新され、副砲は、新型で近接防空に優れたボフォースMk.2 57mm単装速射砲に換装された。また、戦闘情報システムも、SEWACO IVから、同じシリーズでもより新しいTACTICOSに変更されている。
また、2012年からはアルミランテ・パディーヤ級もタレス・グループによる近代化改修を受けている。戦闘情報システムをカスツーリ級と同型のTACTICOSに換装したほか、低空警戒・対水上レーダーをSMART-S Mk2、火器管制レーダーをSTING-EO Mk.2、エンジンをMTU M-93 ディーゼルにそれぞれ換装するほか、MIRADOR 電子光学式多目的センサー、Virgile レーダー電子戦支援システム、TERMA SKSW DL-12T デコイ・システム、新型通信システムを装備する。

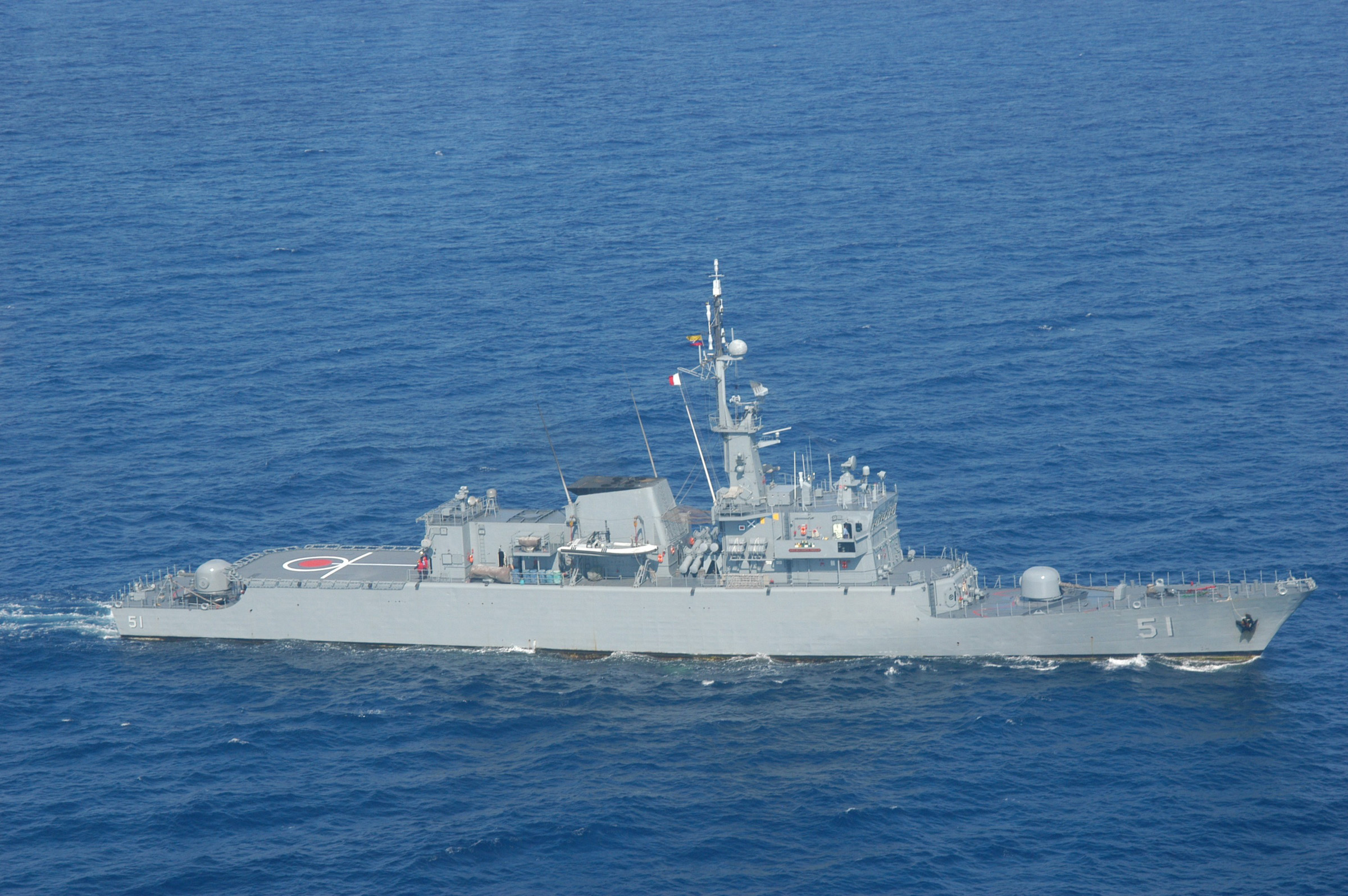
「アルミランテ・パディーヤ」、右舷側。
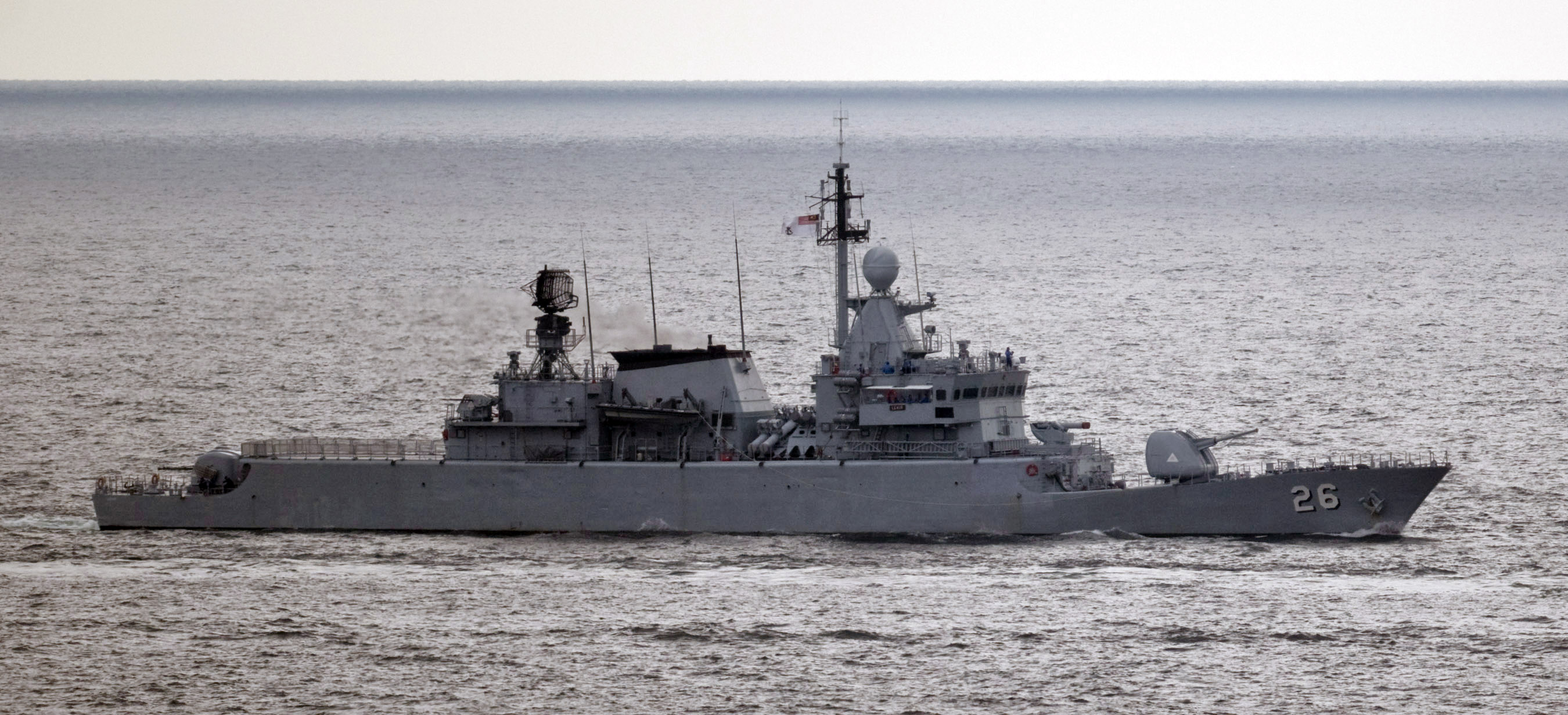
「レキル」、右舷側。
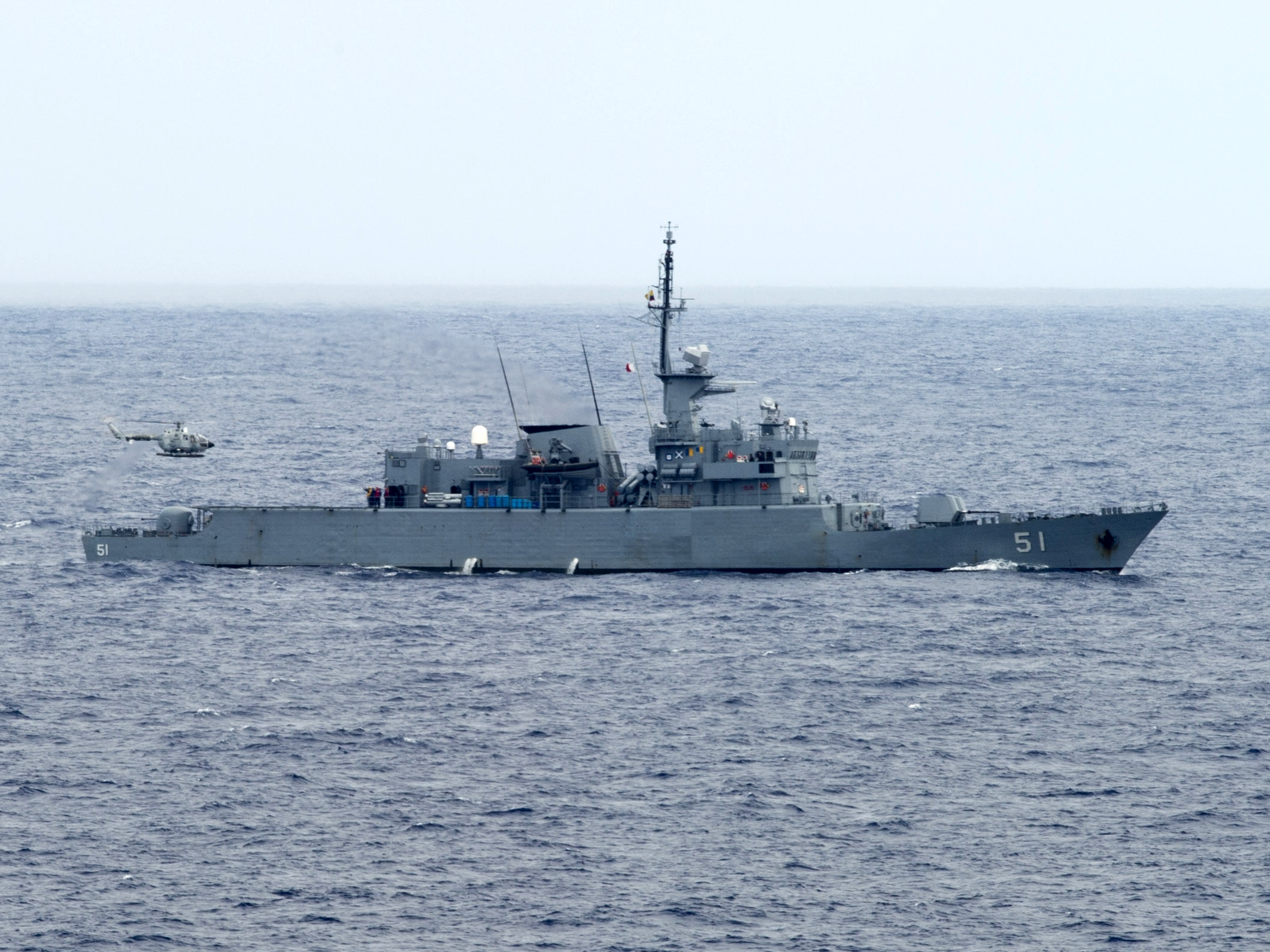
近代化改修後の「アルミランテ・パディーヤ」、右側面（2014年6月撮影）。 マスト上の捜索レーダーや艦橋上の射撃管制レーダーが変化したほか、艦首側主砲のシールド形状もステルス性を意識した角状のものに変更されている。
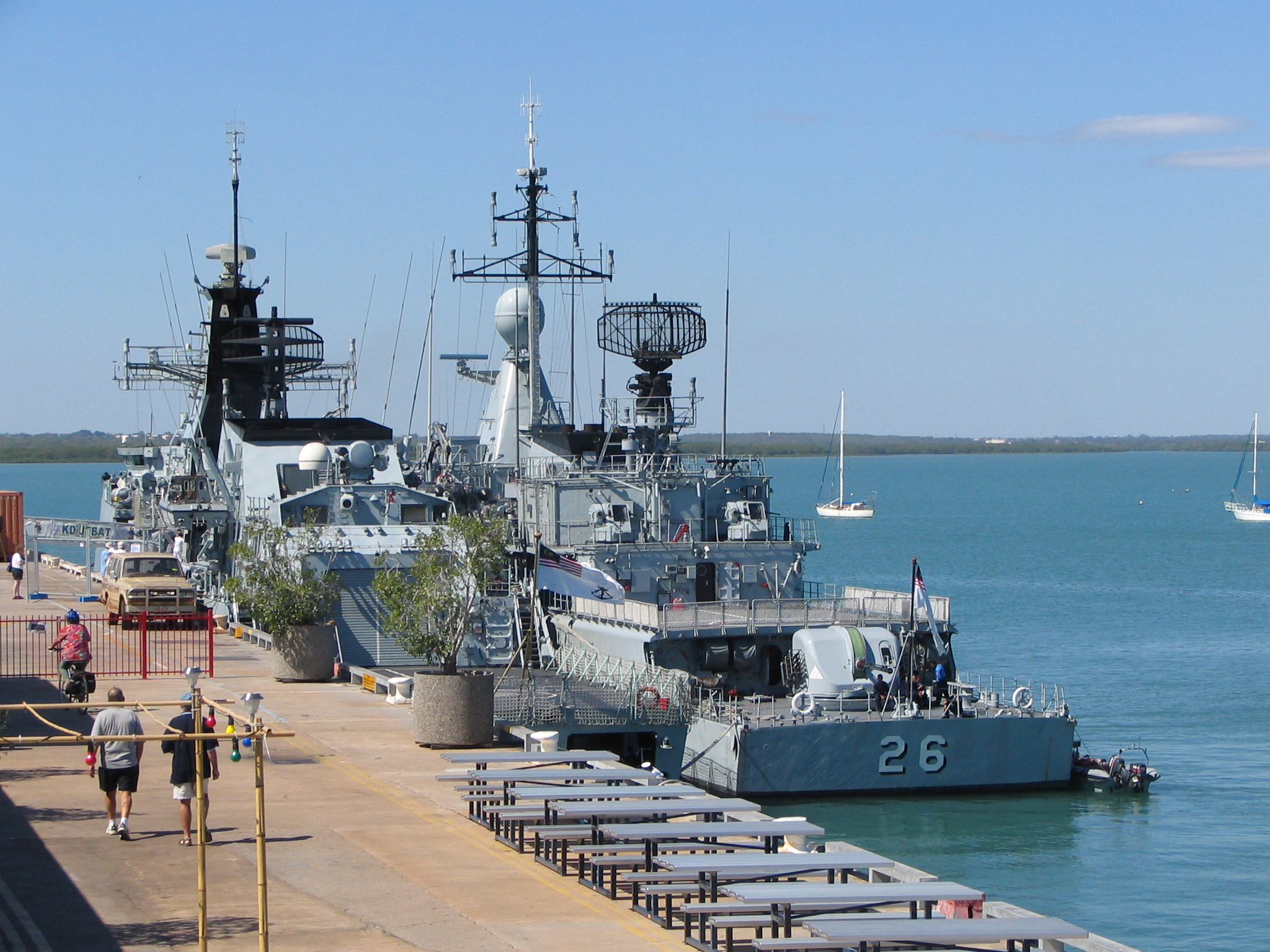
「レキル」、艦尾側。改装前であるため、旧式のボフォースMk.1 57mm砲を搭載している。

## 諸元表
|          | アルミランテ・パディーヤ級 ※改修前 · コロンビア海軍 | カスツーリ級 ※改修後 · マレーシア海軍          |
| -------- | --------------------------------------------------- | ---------------------------------------------- |
| 就役期間 | 1983年 - 現在                                       | 1984年 - 現在                                  |
| 隻数     | 4隻                                                 | 2隻                                            |
| 排水量   | 2,100 t                                             | 1,850 t                                        |
| 全長     | 99.1 m                                              | 97.3 m                                         |
| 全幅     | 11.3 m                                              | 11.3 m                                         |
| 吃水     | 3.7 m                                               | 3.5 m                                          |
| 機関     | CODAD方式; MTU 20V1163 TB92ディーゼル×4基, 2軸      | CODAD方式; MTU 20V1163 TB92ディーゼル×4基, 2軸 |
| 機関出力 | 23,400 hp                                           | 21,460 hp                                      |
| 速力     | 27 kt                                               | 28 kt                                          |
| 航続距離 | 7,000 nmi / 14kt                                    | 7,000 nmi / 14kt                               |
| 乗員     | 92人                                                | 124人                                          |
| 兵装     | 76mm単装速射砲×1基                                  | 100mm単装速射砲×1基                            |
| 兵装     | 76mm単装速射砲×1基                                  | Mk.2 57mm単装速射砲×1基                        |
| 兵装     | 70口径40mm連装機関砲 ×1基                           | DS30B 30mm機関砲×2基                           |
| 兵装     | サドラル 近接防空ミサイル発射機×2基                 |                                                |
| 兵装     | MM40 SSM 4連装発射筒×2基                            |                                                |
| 兵装     | -                                                   | M/50 375mm 対潜ロケット連装発射機×1基          |
| 兵装     | Mk.32 3連装短魚雷発射管×2基                         | B515 3連装短魚雷発射管×2基                     |
| 艦載機   | ユーロコプター フェニック×1機                       | ヘリコプター甲板のみ                           |
| C4I      | ヴェガ-II/83 (TAVITAC)                              | TACTICOS＋リンク Y                             |
| レーダー | シー・タイガー 低空警戒・対水上用                   | DA-08 対空捜索用                               |
| レーダー | カスター-II 射撃指揮                                | WM-22 射撃指揮用                               |
| ソナー   | アトラスASO 4-2 船底装備式                          | DSQS-21 船底装備式                             |

## 同型艦
| 就役先         | 艦番号 | 艦名                                           | 起工           | 進水            | 就役            |
| -------------- | ------ | ---------------------------------------------- | -------------- | --------------- | --------------- |
| コロンビア海軍 | FM-51  | アルミランテ・パディーヤ ARC Almirante Padilla | 1981年 3月     | 1982年 1月8日   | 1983年 10月31日 |
| コロンビア海軍 | FM-52  | カルダス ARC Caldas                            | 1981年 6月     | 1982年 6月14日  | 1984年 2月14日  |
| コロンビア海軍 | FM-53  | アンティオキア ARC Antioquia                   | 1981年 6月22日 | 1982年 8月28日  | 1984年 4月30日  |
| コロンビア海軍 | FM-54  | インデペンディエンテ ARC Independiente         | 1981年 6月22日 | 1983年 1月21日  | 1984年 7月27日  |
| マレーシア海軍 | F25    | カスツーリ KD Kasturi                          | 1983年 1月31日 | 1983年 5月 14日 | 1984年 8月15日  |
| マレーシア海軍 | F26    | レキル KD Lekir                                | 1983年 1月31日 | 1983年 5月 14日 | 1984年 8月15日  |